# Фальбож-Кольонія
Фальбож-Кольонія (пол. Falborz-Kolonia) — село в Польщі, у гміні Бжешць-Куявський Влоцлавського повіту Куявсько-Поморського воєводства.
Населення — 173 особи (2011).
У 1975-1998 роках село належало до Влоцлавського воєводства.

## Демографія
Демографічна структура станом на 31 березня 2011 року:
|          | Загалом | Допрацездатний вік | Працездатний вік | Постпрацездатний вік |
| -------- | ------- | ------------------ | ---------------- | -------------------- |
| Чоловіки | 82      | 14                 | 59               | 9                    |
| Жінки    | 91      | 19                 | 47               | 25                   |
| Разом    | 173     | 33                 | 106              | 34                   |